# پین اسکرین
پین اسکرین یا تخته سنجاق: برای اجرای این تکنیک، هزاران سوزن در یک صفحه جاسازی شده و با تغییر ارتفاع این سوزن‌ها و نیز نورپردازی از یک زاویه به خصوص، تصاویری به وجود می‌آید که حاصل انعکاس نور بر مقطع سوزن‌ها می‌باشد. در این روش پویانما در پشت و جلو صفحه عمودی (pin screen) قرار می‌گیرند و سوزن‌ها را به حرکت درمی‌آورند.